# Ray Dalton
Ray Dalton (10 mei 1990) is een Amerikaanse zanger en songwriter wonend in Seattle, Washington. Hij begon zijn carrière als gospel- en R&B-zanger. Ray vergaarde bekendheid door zijn medewerking aan Macklemore & Ryan Lewis in hun nummer uit 2011 "Can't Hold Us", dat later enorm bekend werd na de heruitgave als single in 2013.

## Biografie
Ray heeft een Mexicaanse moeder en een Afro-Amerikaanse vader. Hij begon met zingen toen hij 6 jaar was en sloot zich aan bij het "Seattle Children's Choir" (Seattle kinderkoor) op advies van zijn muziekleraar. Ray is ook een tennisspeler en heeft gewerkt als tennisleraar. Hij stopte hier echter mee door het muzikaal succes van "Can't Hold Us" om fulltime muzikant te worden.

## Discografie

### Singles
| Single met eventuele hitnotering(en) in de Nederlandse Top 40 | Datum van verschijnen | Datum van binnenkomst | Hoogste positie | Aantal weken | Opmerkingen                                                            |
| ------------------------------------------------------------- | --------------------- | --------------------- | --------------- | ------------ | ---------------------------------------------------------------------- |
| Can't Hold Us                                                 | 11-03-2013            | 06-04-2013            | 4               | 28           | met Macklemore & Ryan Lewis / Nr. 5 in de Single Top 100 / Alarmschijf |
| Don't Worry                                                   | 10-04-2015            | 06-06-2015            | 3               | 25           | met Madcon / Nr. 52 in de Single Top 100 / Alarmschijf                 |
| Call It Love                                                  | 2022                  | 16-09-2022            | 6               | 28           | met Felix Jaehn                                                        |

| Single met hitnotering(en) in de Vlaamse Ultratop 50 | Datum van verschijnen | Datum van binnenkomst | Hoogste positie | Aantal weken | Opmerkingen                 |
| ---------------------------------------------------- | --------------------- | --------------------- | --------------- | ------------ | --------------------------- |
| Can't Hold Us                                        | 2013                  | 13-04-2013            | 2               | 29           | met Macklemore & Ryan Lewis |
| Don't Worry                                          | 2015                  | 06-06-2015            | 10              | 11           | met Madcon                  |
| In My Bones                                          | 2020                  | 20-06-2020            | 37              | 2            |                             |

### NPO Radio 2 Top 2000
| Nummer met noteringen in de NPO Radio 2 Top 2000 | '15 | '16 | '17 | '18  | '19  | '20  | '21  | '22  | '23  | '24  |
| ------------------------------------------------ | --- | --- | --- | ---- | ---- | ---- | ---- | ---- | ---- | ---- |
| Can't Hold Us (met Macklemore & Ryan Lewis)      | 902 | 975 | 808 | 1129 | 1062 | 1059 | 1117 | 1215 | 1109 | 1198 |

1. ↑  Een vetgedrukt getal geeft de hoogste notering aan.
2. ↑  2015 was het eerste jaar met een notering voor dit nummer.